# Kamienica przy ulicy Krupniczej 9 we Wrocławiu
Kamienica przy ulicy Krupniczej 9 – zabytkowa kamienica we Wrocławiu, przy ulicy krupniczej.

## Historia kamienicy
Kamienica została wzniesiona w kwartale rozciągającym się pomiędzy ulicami Pawła Włodkowica, Krupniczą i św. Antoniego. Kwartał, od XVII wieku zajmował zespół budynków funkcjonalnie służący ludności żydowskiej, głównie przyjezdnym kupcom. Znajdowały się tu dwukondygnacyjne szachulcowe domy z zajazdami, wozowniami i stajniami na parterze oraz składnice towarów i bożnice. Na piętrach znajdowały się małe pomieszczenia mieszkalne, w których mieszkali szamesi będący oficjalnymi przedstawicielami kupców żydowskich. W nocy z 20 na 21 czerwca 1749 doszło do katastrofy - piorun uderzył w basztę stojącą w pobliżu, przy dzisiejszej ul. Włodkowica. W jej wnętrzu znajdowało się dwa tysiące beczek prochu, które eksplodowały, znosząc z powierzchni ziemi okoliczną zabudowę, w tym drewniane domy przy Graupenstraße (dzisiejszej Krupniczej). Po tej katastrofie na miejscu zniszczonych wybudowano nowe domy. W latach 1840–1860 kamienice w zachodniej pierzei ulicy zostały poddane przebudowie w związku z modernizacją okolicy: nową zabudową pl. Wolności, otwarciem dworca Świebodzkiego, Królewskiego Sądu, oraz Nowej Giełdy. Powstałe wówczas obszerne, najczęściej dwutraktowe kamienice, reprezentują wczesną fazę historyzmu od form klasycystycznych poprzez neorenesans do neogotyckich.
Kamienica na działce nr 9 została wzniesiona w latach 1854-1855 według projekty majstra budowlanego A. Hayna z Wrocławia dla majstra kołodziejskiego P. Karause. W 1899 roku właścicielem kamienicy był Elias Brück.

## Opis architektoniczny
Kamienica zaprojektowana została jako budynek trzypiętrowy, trójtraktowy, o sześcioosiowej fasadzie, w całości boniowanej, pokryty płaskim dachem. Otwory okienne osadzone są w wąskich profilowanych opaskach z tynku. Okna pierwszego piętra umieszczono na gładkich lizenach wspartych na gzymsie międzyokiennym. Pod linią dachu umieszczone są liczne okienka poddasza z profilowanymi opaskami przechodzącymi w gzymsy a następnie proste belkowanie podtrzymujące masywny geison. Tylna elewacja jest gadka, bez ozdób.
Według pierwotnego planu w sutenerze znajdował się lokal usługowy, do którego wchodziło się bezpośrednio od piwnicy, z południowej strony. W 1858 roku zaprojektowano nowe wejście do suteryn i ulokowano je bardziej symetrycznie, po prawej stronie. W 1870 roku, architekt Louis Ehrlich wykonał nowy projekt parteru, w którym miał znajdować się lokal usługowy dostępny bezpośrednio z poziomu ulicy. Projekt nie został zrealizowany. W 1877 roku przebudowano klatkę schodową.     

## Po 1945
Kamienice przetrwały działania wojenne w 1945 roku. W latach 2007–2009 przeprowadzono gruntowny remont pierzei zachodniej.